# Алдын-оол, Оюн Толепович
Оюн Толепович Алдын-оол (вариант ФИО — Оюн Тулепович Алдыг-Оол; 18.08.1923 г. Баян-Кол Бии-Хемского кожууна Тувинская Народная Республика — март 1965 г., Кызыл, Тыва, СССР) — участник Великой Отечественной войны, министр охраны общественного порядка Тувинской АССР.

## Биография
Алдын-оол Оюн Толепович родился 18.08.1923 году в местечке Баян-Кол Бии-Хемского кожууна Тувинской народной республики. Членом КПСС являлся с апреля 1942 года, номер партийного билета № 00978188.
С 18.01.1941 по 15.10.1942 года был секретарём Бии-Хемского и Тандинского кожуунных райкомов Революционного Союза Молодежи (РСМ).
С 15.10.1942 года по 15.08.1943 работал освобождённым секретарём комитета РСМ Тувинской Народной Армии.
С 15.05.1943 по 15.07.1944 года был комсоргом ЦК Тувинского РСМ эскадрона тувинских добровольцев в составе 31-го Гвардейского кавалерийского полка, 8-й Гвардейской дивизии, 1-го Украинского Фронта.
С 15.07.1944 года по 13.10.1944 года работал секретарём Барун-Xемчикского кожкома РСМ Тувинской Народной Республики, который был преобразован (с 1944 по 1948 года) в райком ВЛКСМ Тувинской автономной области.
С августа 1948 года по май 1950 года в городе Кызыле являлся слушателем Тувинской областной партийной школы при Обкоме КПСС.
С июня 1950 года по август 1955 года работал первым секретарём
С августа 1955 года по август 1958 года — являлся слушателем Высшей Партийной школы при ЦК КПСС в городе Москве.
С августа 1958 по 17.07.1962 года работал первым секретарём Барун-Хемчикского райкома КПСС.
С 17.07.1962 года работал министром Охраны Общественного Порядка (МООП) Тувинской АССР.

## Награды
- «Орден Отечественной Войны I степени», 04. 1944 г.;
- «Орден Отечественной Войны II степени», 06. 1944 г.;
- «Орден Труда Тувинской Народной Республики», 08 1945 г.;
- Медаль «За победу над Германией в Великой Отечественной войне 1941—1945 гг.» Д — № 0369861, 08.03.1946 г.
- Медаль «За доблестный труд в Великой Отечественной войне 1941—1945 гг.», 13.04. 1946 г.;
- Медаль «За трудовую доблесть» № 64023, 16.10. 1946 г.;
- «Орденом 'Знака Почёта», 05.1948 г..